# Bitva u Podůlšan
Bitva u Podůlšan či též bitva u Opatovic byla v počáteční fázi husitských válek menším válečným střetem mezi oddíly katolických obránců Opatovického kláštera pod velením Aleše ze Šternberka loajálními římskému císaři a českému králi Zikmundovi Lucemburskému a jednotkami husitských radikálů vedenými hejtmanem Lukášem z husitského města Hradec Králové. Odehrála se v neděli 15., nebo 22. března 1421 v okolí obce Podůlšany nedaleko Hradce Králové ve východních Čechách a skončila vítězstvím katolického vojska nad výpravou husitů, díky němuž bylo obléhání nedalekého opevněného Opatovického kláštera zmařeno.

## Pozadí
Po začátku husitských válek po smrti Václava IV. a nástupu Zikmunda Lucemburského na český trůn se v létě 1420 město Hradec Králové dostalo pod kontrolu kališníků v čele s radikálním knězem Ambrožem z Hradce a vojenskými hejtmany Alešem Vřešťovským z Rýzmburka, Benešem z Mokrovous a Jiříkem z Chvalkovic. Ti začali následně posilovat pozici husitů ve východních Čechách, mj. prostřednictvím ničení klášterů. V listopadu 1421 tak vyplenili cisterciácký klášter Svaté Pole u Opočna, útok na větší a opevněný Opatovický klášter v Opatovicích nad Labem, vzdálený od Hradce zhruba osm kilometrů, vedený Alešem z Rýzmburka, selhal. Velitelem obrany kláštera byl králem Zikmundem pověřen Aleš ze Šternberka. (Někdy se uvádí, že posádku posílily též ozbrojenci Jana Městeckého z Opočna a Hynka Červenohorského, což však není doloženo.)

## Bitva
O událostech okolo Podůlšan a Opatovic informuje několik středověkých kronik, např. Staré letopisy české či Kronika starého kolegiáta pražského, které se vesměs shodují na následujícím průběhu střetu. Liší se však v dataci události: zatímco Staré letopisy české kladou bitvu k datu 22. března, Kronika starého kolegiáta pražského ji datuje na 15. března (v obou případech se bitva strhla v neděli).
K dalšímu útoku na Opatovický klášter se hradečtí husité odhodlali ve druhé polovině března 1421. Nejzkušenější městský hejtman Aleš z Rýzmburka tou dobou pobýval jako člen husitského poselstva v Polsku, velení výpravy se tedy ujal vojenský hejtman jménem Lukáš. Voj o počtu minimálně několika stovek válečníků s bojovými vozy se vydal k Opatovicím nikoliv přímo, ale okolo vsi Podůlšany, patrně se záměrem napadení kláštera z neočekávaného směru, svou roli mohly sehrát také plochy zaplavené zjara vodou z Labe. 
Početně slabší posádka kláštera se o přesunu husitského vojska dozvěděla a rozhodla se provést proti nepříteli útočný výpad. Ten proběhl patrně neočekávaně, kdesi na polní cestě poblíž Podůlšan, což znemožnilo plně využít husitskou bojovou taktiku vozové hradby. Katolické oddíly v bitvě zvítězily, část nepřátel pobily a na 300 zajatců odvlekly do Opatovic. V bitvě padl také sám husitský velitel Lukáš. 
K bitvě nejspíše došlo na staré cestě mezi Hradcem Králové a obcí Plačice, která byla na základě svého geologického podloží sjízdná po celý rok. Lokalizaci střetu dopomohl výzkum místního spolku Klub přátel historie Opatovic nad Labem a Pohřebačky, podle nějž byly v minulosti v oblasti nacházeny lidské kosterní pozůstatky.

## Důsledky
I přes úspěch akce katolických sil a odvrácení obléhání kláštera neměla jeho další existence dlouhého trvání. Okolo Velikonoc téhož roku ho dobyla a vypálila husitská vojska vedená Divišem Bořkem z Miletínka. Hradec Králové i díky tomu zůstal pevnou husitskou pevností až do samého konce husitských válek, až do roku 1437, kdy byl kněz Ambrož se svými příznivci z města vyhnán.